# País d'Olmes
El País d'Olmes (en occità País d'Òlmes, en francès Pays d'Olmes) és un parçan d'Occitània situat al Llenguadoc, dins el departament d'Arieja.
Segons la proposta de divisió territorial d'Occitània del diari Jornalet, basada en l'obra de Frederic Zégierman Le Guide des pays de France, el País d'Olmes estaria ubicat a la regió del Llenguadoc, subregió de l'Alt Llenguadoc.
La seva vila principal és L'Avelhanet.

## Geografia
El País d'Olmes és un territori situat al sud-est del departament de l'Arieja, dins l'actual regió d'Occitània. Té una extensió d'aproximadament 300 km². Travessat pel riu Èrç i els seus afluents Touyre i Douctouyre, el País d'Olmes s'emplaça al piemont pirinenc, entre la serra del Plantaurel i el massís de Taba. Els punts més alts d'aquest parçan són el pic de Solarac (2 365 m), el pic de Sant Bartomeu (2 348 m), el mont Forcat (2 001 m) i el pic Forcat (1 929 m).
El nom del territori l'utilitza la Comunitat de comunes del País d'Olmes, que s'organitza al voltant de L'Avelhanet i que coincideix a grans trets amb el territori històric.